# Aninoasa, Dâmbovița
Aninoasa este satul de reședință al comunei cu același nume din județul Dâmbovița, Muntenia, România. Se află în partea de sud-est a județului.